# Schiedeella parasitica
Schiedeella parasitica là một loài thực vật có hoa trong họ Lan. Loài này được (A.Rich. & Galeotti) Schltr. miêu tả khoa học đầu tiên năm 1920.